# 佩尔隆格-阿博斯
佩尔隆格-阿博斯（法語：Peyrelongue-Abos，法語發音：[pɛʁlɔ̃ɡ abɔs]）是法国大西洋比利牛斯省的一个市镇，位于该省东北部，属于波城区。该市镇于1843年由原市镇佩尔隆格（Peyrelongue）和阿博斯（Abos）合并而成。

## 地理
佩尔隆格-阿博斯（43°25'25"N, 0°6'19"W）面积8.66 平方千米，位于法国新阿基坦大区大西洋比利牛斯省，该省份为法国东南部省份，涵盖了贝阿恩与北巴斯克，西临大西洋比斯開灣，北至朗德省，东北接热尔省，东临上比利牛斯省，南与西班牙接壤。
与佩尔隆格-阿博斯接壤的市镇（或旧市镇、城区）包括：阿诺伊、朗贝、吕克-阿尔莫、吕卡雷、莫米、桑松利翁。
佩尔隆格-阿博斯的时区为UTC+01:00、UTC+02:00（夏令时）。

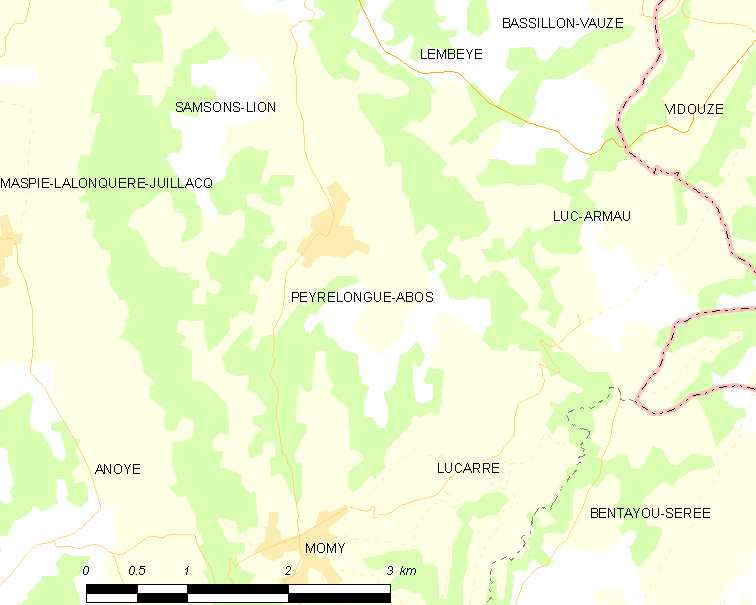
佩尔隆格-阿博斯的OSM定位图

## 行政
佩尔隆格-阿博斯的邮政编码为64350，INSEE市镇编码为64446。

## 政治
佩尔隆格-阿博斯所属的省级选区为吕伊河土地和维克比伊山坡县。

## 人口

1962-2008年间佩尔隆格-阿博斯人口变化图示

佩尔隆格-阿博斯于2022年1月1日时的人口数量为146人。